# Zaganiacz mały
Zaganiacz mały (Iduna caligata) – gatunek małego ptaka z rodziny trzciniaków (Acrocephalidae), wcześniej zaliczany do pokrzewkowatych (Sylviidae). Zamieszkuje Eurazję, zimuje w Indiach; sporadycznie zalatuje do Polski. Nie jest zagrożony wyginięciem.

## Systematyka
Gatunek ten po raz pierwszy zgodnie z zasadami nazewnictwa binominalnego opisał w 1823 roku Martin Heinrich Carl Lichtenstein, nadając mu nazwę Sylvia caligata. Miejsce typowe to rzeka Ilek w okolicach Orenburga. Takson był zaliczany rodzaju Hippolais, ale w 2009 roku na podstawie analizy filogenetycznej został przeniesiony do Iduna. Nie wyróżnia się podgatunków. Dawniej za jego podgatunek bywał uznawany zaganiacz afgański (Iduna rama), klasyfikowany obecnie jako osobny gatunek. Proponowany podgatunek annectens z południowo-wschodniego Ałtaju nie jest uznawany.

## Morfologia
Zaganiacz mały jest podobny do gatunków z rodzaju Phylloscopus, ale jest bardziej przysadzisty. Długość ciała 11–12,5 cm; masa ciała 7–11 g. Obie płcie są do siebie podobne.

## Zasięg występowania
Występuje od skrajnie południowo-wschodniej Finlandii, zachodniej i południowo-zachodniej Rosji na wschód po Kazachstan, skrajnie północno-zachodnie Chiny, północno-zachodnią Mongolię i południowo-środkową Syberię. Zimuje głównie w środkowo-wschodnich i południowo-wschodnich Indiach.
W maju 2013 roku w Jastarni odnotowano pierwsze wystąpienie gatunku w Polsce. Do końca 2021 roku odnotowano łącznie 8 stwierdzeń.

## Ekologia i zachowanie

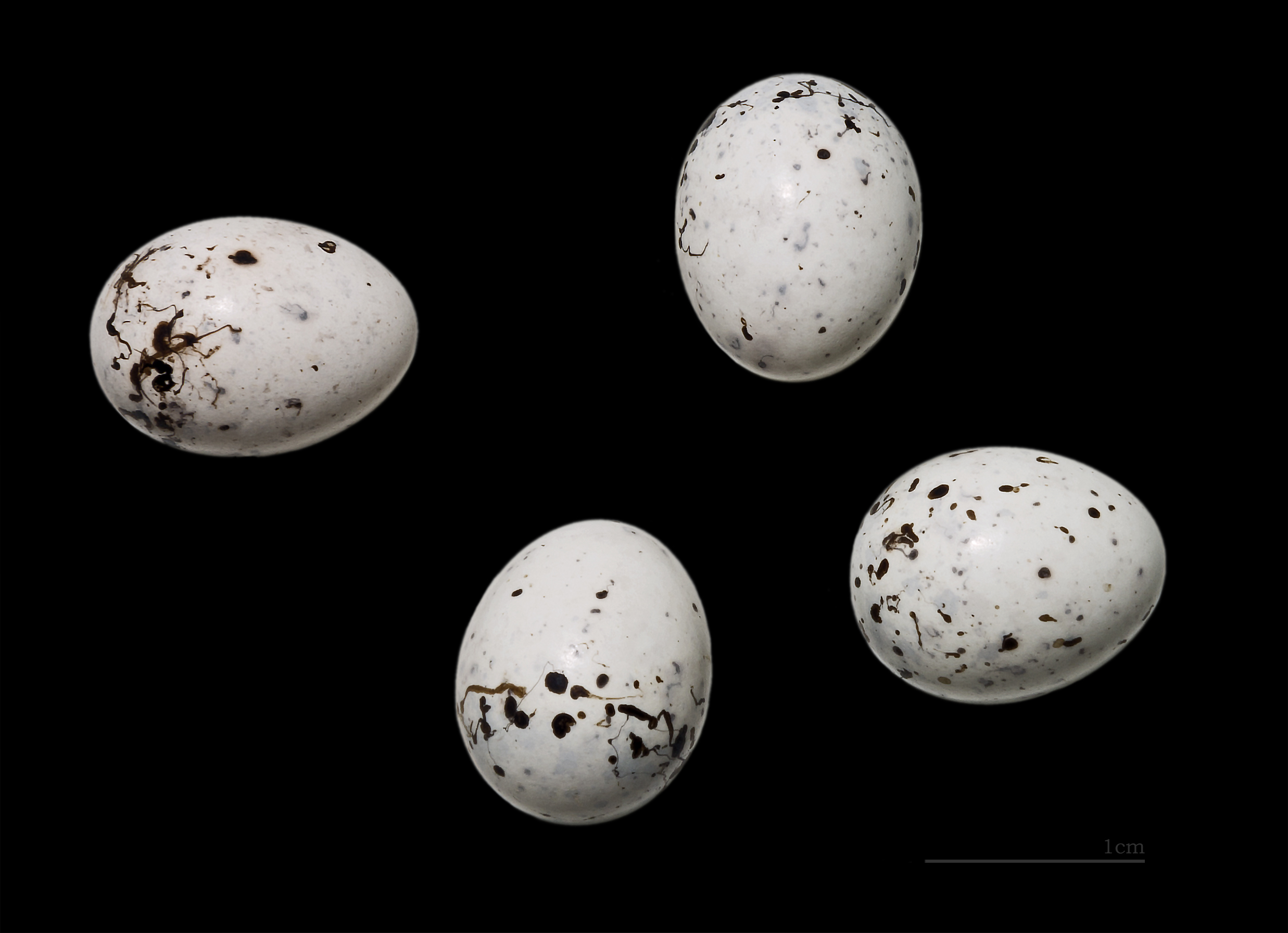
Jaja z kolekcji muzealnej

BiotopWystępuje głównie na stepie z niskimi zaroślami; w strefie umiarkowanej także na zarośniętych pastwiskach i łąkach.
RozródSezon lęgowy trwa od maja do początku lipca. Gniazdo umieszczone jest na ziemi lub nisko nad nią (do 1 m). Ma kształt miseczki i zbudowane jest z gałązek, korzonków, łodyg i liści; wyściółkę stanowi drobniejszy materiał, w tym pióra, włosie i puszysty materiał roślinny.
PożywienieŻywi się głównie owadami i innymi bezkręgowcami.

## Status i ochrona
Międzynarodowa Unia Ochrony Przyrody (IUCN) uznaje zaganiacza małego za gatunek najmniejszej troski (LC – Least Concern) nieprzerwanie od 1988 roku. Liczebność światowej populacji, wstępnie obliczona w oparciu o szacunki organizacji BirdLife International dla Europy na rok 2015, zawiera się w przedziale 560 000 – 1 200 000 dorosłych osobników. Trend liczebności populacji uznawany jest za wzrostowy ze względu na rozprzestrzenianie się gatunku w kierunku zachodnim.
Na terenie Polski gatunek ten jest objęty ścisłą ochroną gatunkową.